# مقياس درجة حرارة

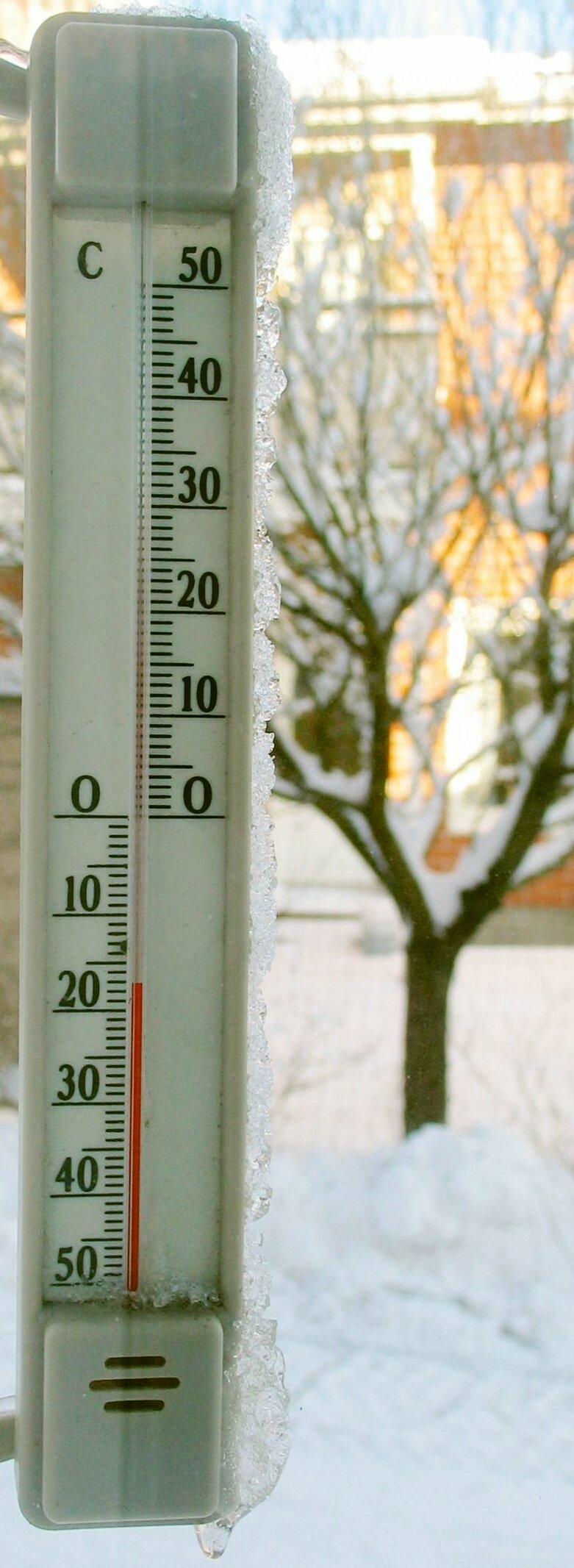

مقياس درجة الحرارة، منهجية في معايرة درجة حرارة ككمية فيزيائية في علم القياس. تقيس المقاييس التجريبية درجة الحرارة بالنسبة إلى بارامترات ملائمة ومستقرة، كدرجة غليان الماء وتجمده. درجة الحرارة المطلقة مبنية على مبادئ ترموديناميكية، باستخدام أقل درجة حرارة ممكنة كنقطة الصفر واختيار وحدة مضاعفة ملائمة.

## الوصف الرسمي
حسب القانون الصفري في الديناميكا الحرارية، فالتوازن الحراري علاقة تكافؤ. وبالتالي يمكن تقسيم كل الأنظمة الحرارية إلى مجموعة تكافؤ وفق علاقة التكافؤ هذه، يشار إليها أدناه بالرمز M. بافتراض أن المجموعة M أصليتها c، يمكننا عندها تكوين دالة متباينة f:M→R يمتلك وفقها كل نظام حراري رقمًا مرتبطًا به بحيث إذا وفقط إذا كان لنظامين حراريين نفس القيمة فهما في حالة توازن حراري. هذه هي وضوحًا خاصية درجة الحرارة، والطريقة المحددة لتعيين القيم العددية كدرجة حرارة تدعى مقياس درجة الحرارة. عمليًّا، مقياس الحرارة مبني دائمًا على خاصية فيزيائية وحيدة عادةً لنظام ترموديناميكي بسيط، يدعى الترمومتر (أو ميزان درجة الحرارة)، يعرف دالة قياس تربط درجة الحرارة ببارامتر ترمومتري يمكن قياسه. تدعى مقاييس درجة الحرارة هذه التي تبنى بشكل صرف على القياس مقاييس حرارة تجريبية.
يوفر القانون الثاني للديناميكا الحرارية تعريفًا أساسيًّا طبيعيًّا لدرجة الحرارة الترموديناميكية يبدأ بنقطة انعدام عند الصفر المطلق. يبنى مقياس درجة الحرارة الترموديناميكية بشكل مشابه لمقياس الحرارة التجريبي ولكنه يحتاج نقطة تثبيت إضافية واحدة فقط.

## المقاييس التجريبية
المقاييس التجريبية مبنية على قياس بارامترات فيزيائية تعبر عن الخاصية المراد قياسها عبر علاقة دالية (تابعية) رسمية، غالبًا ما تكون خطيةً بسيطةً. لقياس درجة الحرارة، يوفر التعريف الرسمي للتوازن الحراري بالنسبة إلى فضاءات الإحداثيات الترموديناميكية للأنظمة الترموديناميكية، والذي يعبر عنه القانون الصفري للديناميكا الحرارية، إطارَ عملٍ لقياس درجة الحرارة.
كل مقاييس درجة الحرارة -بما فيها مقياس درجة الحرارة الترموديناميكية الحديث المستخدم في نظام الوحدات الدولي- معايرة وفق الخواص الحرارية لمادة محددة أو جهاز محدد. يحقق هذا عادةً بتثبيت درجتي حرارة محددتين بدقة وتعريف مضاعفات لدرجة الحرارة عبر دالة خطية لاستجابة الجهاز الترمومتري. على سبيل المثال، كل من مقياس كلفن ومقياس فهرنهايت وضعا في الأصل على أساس التمدد الخطي لعمود ضيق من الزئبق ضمن نطاق محدود من درجات الحرارة، وكل منهما استخدم نقاطًا مرجعية مختلفة ومضاعفات مختلفة في القياس.
قد لا تتوافق المقاييس التجريبية المختلفة مع بعضها البعض، باستثناء مناطق صغيرة من تساوي درجات الحرارة. إذا استخدم ترمومتر كحولي وترمومتر زئبقي نفس النقطتين المثبتتين، كنقطة غليان الماء ونقطة تجمده، فلن تتفق قراءاتهما إلا عند هاتين النقطتين، إذ لا يمكن ضمان العلاقة الخطية بنسبة 1:1 لتمدد أي مادتين ترمومتريتين.
لا تعكس المقاييس التجريبية لدرجة الحرارة قوانين المادة الأساسية الميكروية (الصغرية). درجة الحرارة خاصية عالمية للمادة، ولكن المقاييس التجريبية تحدد نطاقًا ضيقًا في مقياس من المعروف أنه يمتلك شكلًا داليًّا مفيدًا لتطبيق محدد. وبالتالي فإن نطاقها محدود. توجد المادة العاملة فقط في شكل خاضع لظروف محددة، لا يمكنه العمل في سواها كمقياس. فالزئبق مثلًا يتجمد دون درجة حرارة 234.32 كلفن، لذا لا يمكن قياس درجة الحرارة دون هذا الحد بواسطة مقياس أساسه الزئبق. حتى مقياس درجة الحرارة العالمي لعام 1990 (آي تي إس 90)، والذي يمكنه العمل في مجالات مختلفة من درجات الحرارة، لا يتعدى مجال عمله من 0.65 كلفن حتى نحو 1358 كلفن (-272.5 درجة مئوية حتى 1085 درجة مئوية).